# Bronisław Komorowski
Bronisław Maria Komorowski (* 4. června 1952 Oborniki Śląskie) je polský politik, mezi roky 2010 a 2015 prezident Polska. V letech 2000–2001 zastával úřad ministra obrany, od 5. dubna 2007 byl maršálkem Sejmu, dolní komory parlamentu. Z titulu této funkce plnil od 10. dubna do 8. července 2010 roli prozatímního prezidenta republiky. Před nástupem funkce voleného prezidenta dne 6. srpna 2010 byl členem politické strany Občanská platforma, poté své členství dočasně ukončil.

## Osobní život
Roku 1977 vystudoval historii na Univerzitě ve Varšavě. Ve stejném roce se oženil s Annou Dembowskou, se kterou žije dodnes. Mají pět dětí – Zofiu Aleksandru, Tadeusze Jana, Mariu Annu, Piotra Zygmunta a Elżbietu Jadwigu.
Svůj původ odvozuje od polské vyšší šlechty. Jeho příbuznou je hraběnka Anna Komorowská, která je matkou brabantské vévodkyně Mathildy, manželky belgického krále Philippa.
Naopak není příbuzný generála Tadeusze Bora Komorowského, mj. vrchního velitele odbojové Zemské armády v době druhé světové války.

## Úřadující prezident Polska
Dne 10. dubna 2010 došlo k letecké havárii, při které zemřel polský prezident Lech Kaczyński. Z titulu maršálka Sejmu se Komorowski stal podle Ústavy úřadujícím prezidentem. 8. července 2010 na funkci maršálka Sejmu rezignoval, čímž přestal vykonávat prezidentské pravomoci. Úřadujícím prezidentem se poté stal Bogdan Borusewicz, maršálek Senátu, horní komory polského parlamentu.

### Prezidentské volby 2010
Jako kandidát Občanské platformy postoupil do červencového druhého kola prezidentských voleb, v němž vyhrál nad protikandidátem Jarosławem Kaczyńskym, bratrem zesnulého Lecha Kaczyńského. 6. srpna 2010 nastoupil do prezidentského úřadu.

### Prezidentské volby 2015
V prezidentských volbách v květnu 2015 obhajoval Komorowski svůj mandát. V prvním kole byl až druhý za europoslancem Andrzejem Dudou (34,5 %), avšak s výsledkem 33,1 % postoupil do druhého kola. Ani ve druhém kole ale Komorowski neuspěl (získal 48 % hlasů), takže 6. srpna 2015 opustil úřad polského prezidenta. Novým prezidentem se stal Andrzej Duda.

## Vyznamenání
- Řád knížete Jaroslava Moudrého V. třídy – Ukrajina, 19. listopadu 2008 – udělil prezident Viktor Juščenko za významný osobní přínos ke světovému povědomí o genocidě ukrajinského lidu během hladomoru v letech 1932–1933, za aktivní účast na mezinárodní akci na památku obětí tohoto hladomoru[6]
- Národní řád za zásluhy – Malta, 2009[7]
- Řád Serafínů – Švédsko, 4. května 2011
- velkokříž s řetězem Řádu prince Jindřicha – Portugalsko, 19. dubna 2012[8]
- velkokříž Řádu svatého Olafa – Norsko, 9. května 2012
- rytíř velkokříže s řetězem Řádu zásluh o Italskou republiku – Itálie, 10. června 2012[9]
- velkodůstojník Řádu svatého Karla – Monako, 17. října 2012 – udělil kníže Albert II. Monacký[10]
- velkokříž Řádu čestné legie – Francie, 16. listopadu 2012
- velkokříž Řádu tří hvězd – Lotyšsko, 23. listopadu 2012
- Velký řád krále Tomislava – Chorvatsko, 8. května 2013 – udělil prezident Ivo Josipović za mimořádné zásluhy o podporu přátelství a rozvoj vzájemné spolupráce v politické, hospodářské a kulturní oblasti mezi Chorvatskem a Polskem a za podporu míru, demokracie, mezinárodní stability a spolupráce ve světě a v mezinárodním právu[11]
- velkokříž Řádu Spasitele – Řecko, 8. července 2013[12]
- Řád 8. září – Severní Makedonie, září 2013 – udělil prezident Ďorge Ivanov za mimořádné zásluhy o rozvoj a posilování přátelských vztahů a mírové spolupráce mezi Severní Makedonií a Polskem[13][14][15]
- Nassavský domácí řád zlatého lva – Lucembursko, 2014
- řetěz Řádu kříže země Panny Marie – Estonsko, 14. března 2014[16]
- Řád bílého dvojkříže I. třídy – Slovensko, 20. května 2014[17]
- velkokříž Řádu nizozemského lva – Nizozemsko, 24. června 2014[18][19]
- Řád republiky – Moldavsko, 20. listopadu 2014 – udělil prezident Nicolae Timofti[20]
- Řád knížete Jaroslava Moudrého I. třídy – Ukrajina, 16. prosince 2014 – udělil prezident Petro Porošenko za mimořádný osobní přínos k rozvoji ukrajinsko-polských bilaterálních vztahů[21]
- velkokříž s řetězem Řádu bílé růže – Finsko, 2015[22]

## Fotogalerie

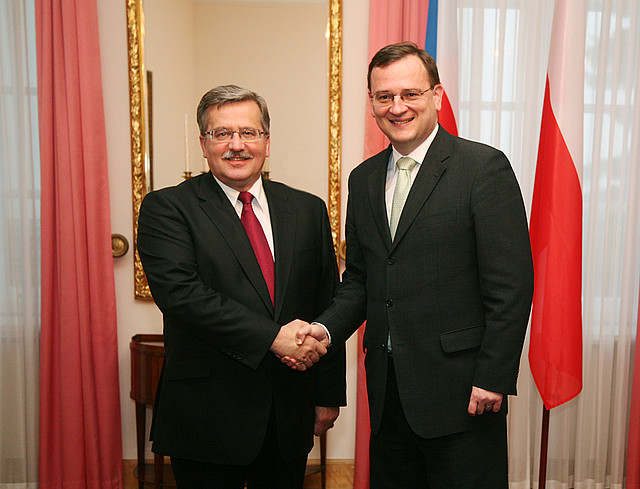
Bronisław Komorowski s Petrem Nečasem (2010)
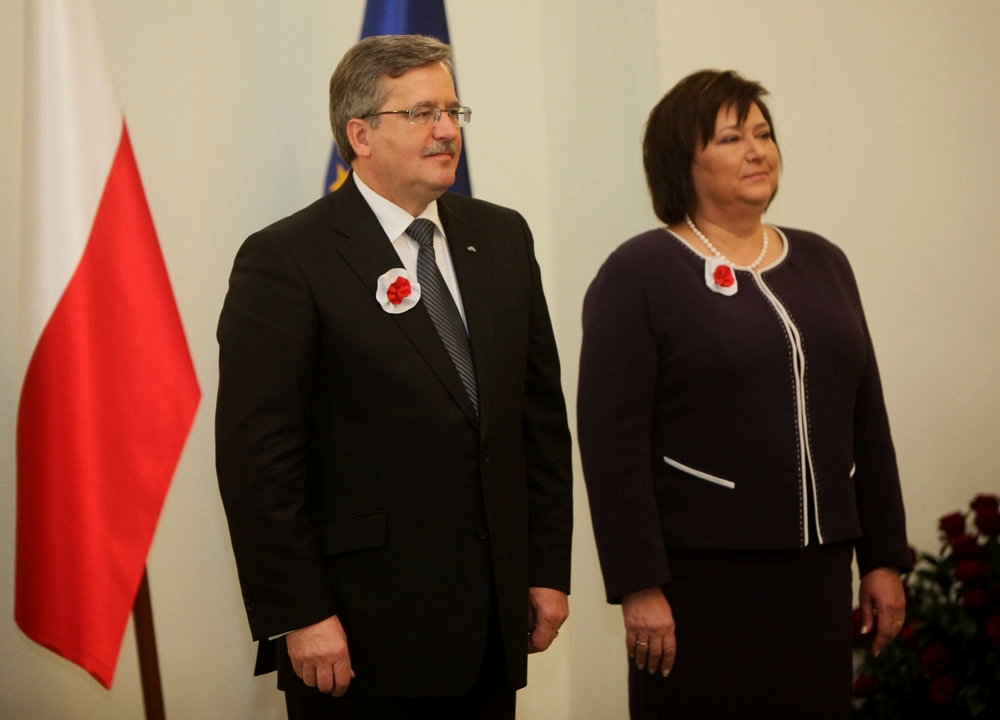
Polský prezident se svou chotí Annou Komorowskou (2010)
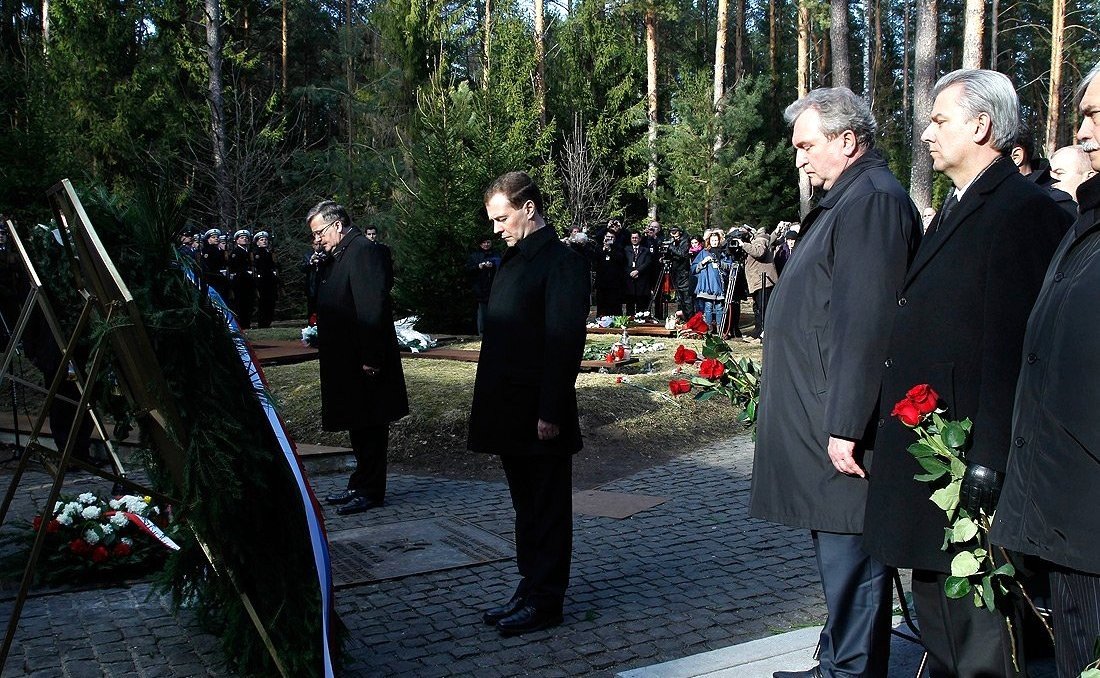
Komorowski a ruský prezident Medveděv uctívají památku obětí Katyňského masakru (2011)
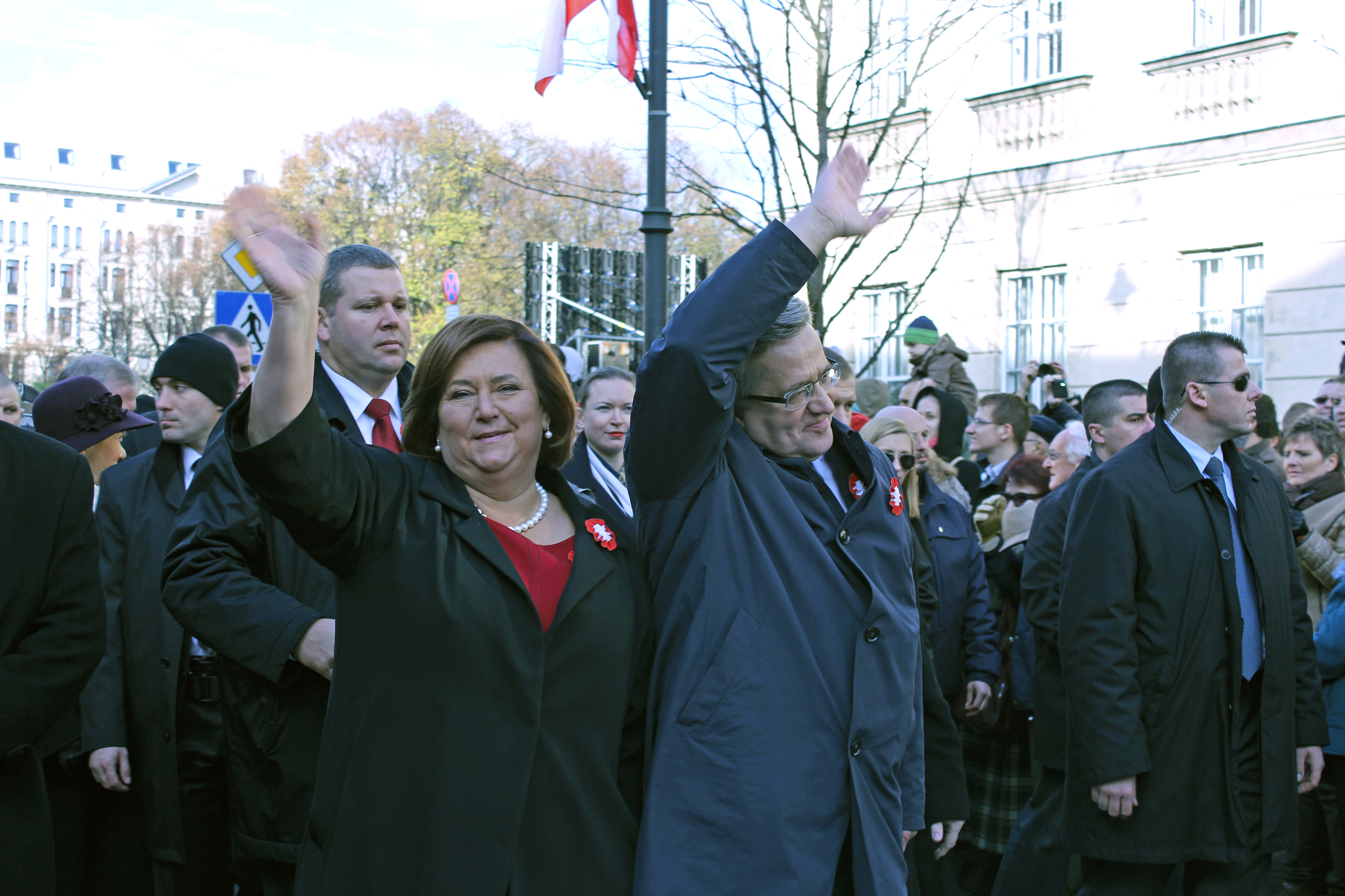
Bronisław Komorowski se svou manželkou Annou Komorowskou
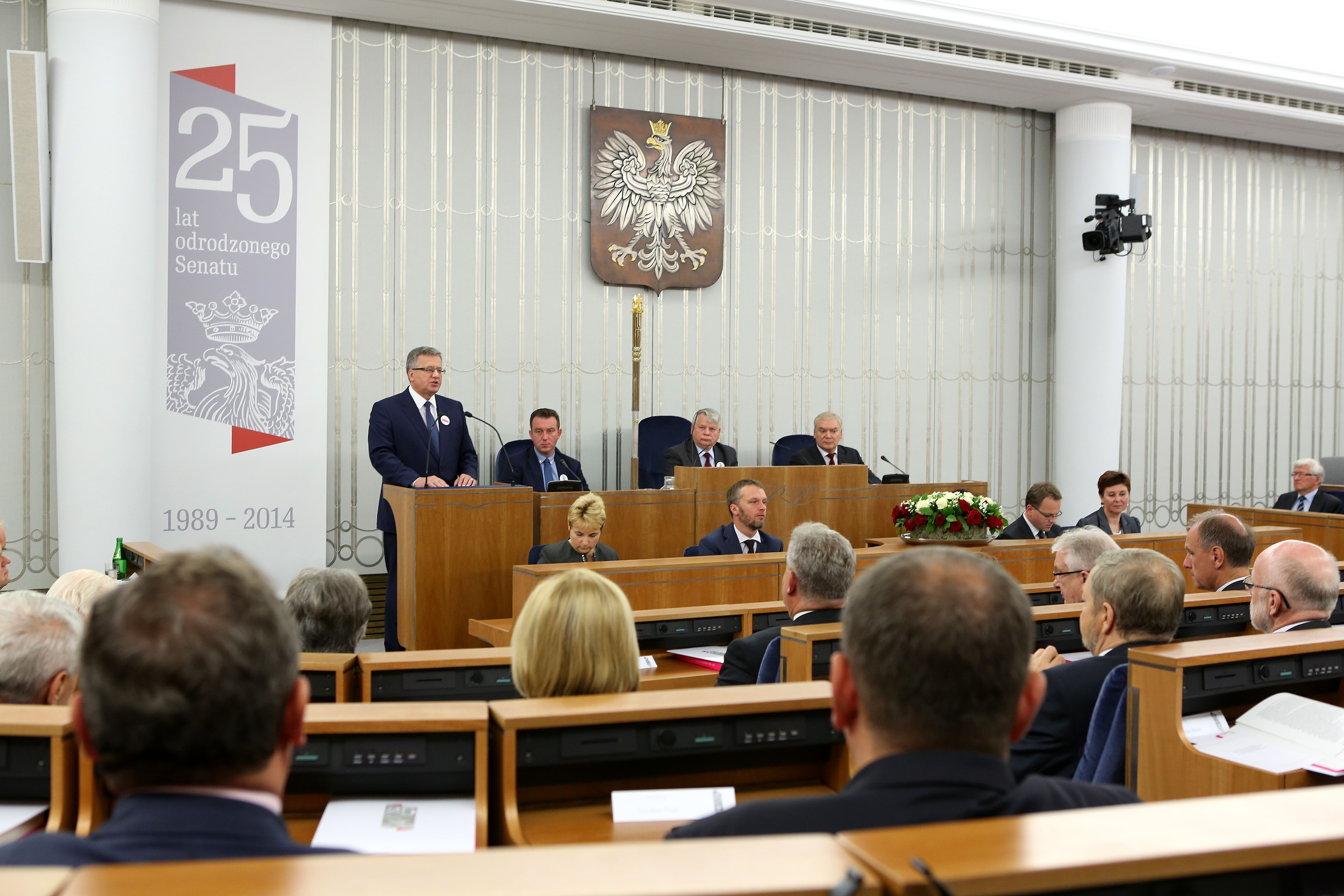
Bronisław Komorowski v polském Senátu